# Astochia virgatipes
Astochia virgatipes là một loài ruồi trong họ Asilidae. Astochia virgatipes được Coquillett miêu tả năm 1898. Loài này phân bố ở vùng Cổ Bắc giới.